# 川合勇
川合勇（1922年10月10日—）乃日本的企業家，曾任日產柴油工業（日產汽車子公司）社長、富士重工業（今速霸陸）第七任社長等職務。1998年12月1日因為涉嫌在1996年向海上自衛隊的防衛廳政務次官中島洋次郎（富士重工業前身中島飛機創辦人中島知久平之孫）行賄，而遭到日本警方逮捕。

## 生平簡歷
1922年（大正11年）10月10日川合勇生於靜岡縣，畢業自東京帝國大學（今東京大學）。1946年（昭和21年）進入日產汽車工作，曾任追濱工廠工務部部長、董事等職務；1985年擔任日產柴油工業（（日語）日産ディーゼル工業，UD卡車前身）社長一職。
彼時富士重工業背後兩大股東日本興業銀行及日產汽車相互爭奪主導權，兩派人馬長年勾心鬥角的結果，造成1989年的年營業額雖有6,600億日圓，赤字卻高達390億日圓。於是興銀派失去發言權，1990年6月屬於日產派的川合勇空降進入富士重工業，是為第七任社長。1996年6月川合改任富士重工業董事會會長，社長一職改由田中毅接棒。
1998年12月1日東京地檢署特搜部下令逮捕川合勇及小暮泰之等二人，原來1996年海上自衛隊需要開發新型「US-1A改」救難飛行艇，為了爭取訂單，時任董事會會長的川合涉嫌指示專務董事小暮泰之以5百萬日圓向時任防衛廳政務次官的中島洋次郎（亦即富士重工業前身中島飛機創辦人中島知久平之孫）行賄。同年12月15日中島洋次郎遭到逮捕，並於同月28日依收受賄賂罪遭到起訴，川合等人也依行賄罪被檢方起訴。

## 內部連結
- 日產汽車
- 速霸陸

## 外部連結
- （日語）月刊BOSSｘWizBiz: 設立60年を経ても宿る　中島飛行機のDNA （页面存档备份，存于）

| 富士重工業（今速霸陸）歷代社長 |                                |               |
| 前任： 田島敏弘                | 第7任社長 1990年6月－1996年6月 | 繼任： 田中毅 |